# Список министров здравоохранения Украины
Список персон, которые руководили Министерством здравоохранения Украины и УССР с 1917 года.

## Председатель краевого врачебно-санитарного Совета
| № | Срок полномочий            | Портрет | Имя, отчество, фамилия   |
| 1 | октябрь 1917 — январь 1918 |         | Борис Павлович Матюшенко |

## Директора Департамента здравоохранения УНР
| № | Срок полномочий            | Портрет         | Имя, отчество, фамилия     |
| 1 | октябрь 1917 — январь 1918 |                 | Борис Павлович Матюшенко   |
| 2 | январь 1918 — апрель 1918  | Лукасевич Євмен | Евмен Кириллович Лукасевич |

## Министры народного здоровья и попечительства Гетманского правительства Украины
| № | Срок полномочий    | Портрет | Имя, отчество, фамилия     |
| 1 | май — декабрь 1918 |         | Всеволод Юрьевич Любинский |

## Министры народного здоровья и попечительства Директории Украины
| № | Срок полномочий             | Портрет | Имя, отчество, фамилия                   |
| 1 | декабрь 1918 — январь 1919  |         | Борис Павлович Матюшенко                 |
| 2 | декабрь 1918 — февраль 1919 |         | Авксентий Васильевич Корчак-Чепурковский |
| 3 | июнь 1919 — ноябрь 1919     |         | Дмитрий Анатольевич Одрина               |
| 4 | 1919                        |         | Алексей Фёдорович Белоусов               |

## Государственный секретарь по здравоохранению при правительстве ЗУНР
| № | Срок полномочий | Портрет                | Имя, отчество, фамилия |
| 1 | 1918 — 1919     | Іван-Теодозій Куровець | Иван Куровец           |

## Народные комиссары здравоохранения Украины
| №     | Срок полномочий            | Портрет | Имя, отчество, фамилия         |  |
| 2     | январь 1919 — февраль 1919 |         | Пётр Петрович Тутышкин         |  |
| 3     | февраль 1919 — апрель 1919 |         | Александр Николаевич Винокуров |  |
| и. о. | апрель 1919 — апрель 1920  |         | Николай Андреевич Кост         |  |
| 4     | апрель 1920 — 1925         |         | Моисей Григорьевич Гуревич     |  |
| 5     | 1925 — 1929                |         | Дмитрий Иванович Ефимов        |  |
| 6     | 1929 — 1937                |         | Соломон Ильич Канторович       |  |
| 7     | 1938 — январь 1944         |         | Иван Иванович Овсиенко         |  |
| 8     | январь 1944 — март 1944    |         | А. П. Музыченко                |  |
| 9     | март 1944 — март 1946      |         | Илларион Филиппович Кононенко  |  |

## Министры здравоохранения УССР
| № | Срок полномочий               | Портрет | Имя, отчество, фамилия        |
| 1 | март 1946 — февраль 1947      |         | Илларион Филиппович Кононенко |
| 2 | март 1947 — март 1952         |         | Лев Иванович Медведь          |
| 3 | март 1952 — июнь 1954         |         | Платон Лукич Шупик            |
| 4 | июль 1954 — май 1956          |         | Василий Дмитриевич Братусь    |
| 5 | июнь 1956 — март 1969         |         | Платон Лукич Шупик            |
| 6 | март 1969 — 24 апреля 1975    |         | Василий Дмитриевич Братусь    |
| 7 | 24 апреля 1975 — ноябрь 1989  |         | Анатолий Ефимович Романенко   |
| 8 | ноябрь 1989 — 24 августа 1991 |         | Юрий Прокофьевич Спиженко     |

## Министры здравоохранения Украины
| №     | Срок полномочий                   | Портрет              | Имя, отчество, фамилия          |
| 1     | июнь 1991 — 1 июля 1994           |                      | Юрий Прокофьевич Спиженко       |
| 2     | 1 июля — 18 августа 1994          |                      | Владимир Иванович Мальцев       |
| 3     | 22 августа 1994 — 14 февраля 1995 |                      | Владимир Алексеевич Бобров      |
| 4     | 3 июля 1995 — 13 июля 1996        |                      | Евгений Сергеевич Короленко     |
| 5     | 5 сентября 1996 — 27 января 1999  |                      | Андрей Михайлович Сердюк        |
| 6     | 21 января 1999 — 12 января 2000   | Раїса Богатирьова    | Раиса Васильевна Богатырёва     |
| 7     | 12 января 2000 — 30 ноября 2002   | Віталій Москаленко   | Виталий Фёдорович Москаленко    |
| 8     | 30 ноября 2002 — 3 февраля 2005   |                      | Андрей Владимирович Пидаев      |
| 9     | 4 февраля — 27 сентября 2005      | Микола Поліщук       | Николай Ефремович Полищук       |
| 10    | 12 октября 2005 — 23 марта 2007   |                      | Юрий Владимирович Поляченко     |
| 11    | 23 марта — 18 декабря 2007        |                      | Юрий Александрович Гайдаев      |
| 12    | 18 декабря 2007 — 11 марта 2010   | Василь Князевич      | Василий Михайлович Князевич     |
| 13    | 11 марта — 21 декабря 2010        |                      | Зиновий Николаевич Мытник       |
| 14    | 21 декабря 2010 — 17 мая 2011     | Илья Емец            | Илья Николаевич Емец            |
| 15    | 24 мая 2011 — 14 февраля 2012     |                      | Александр Владимирович Анищенко |
| 16    | 14 февраля 2012 — 23 февраля 2014 | Раїса Богатирьова    | Раиса Васильевна Богатырёва     |
| 17    | 27 февраля 2014 — 1 октября 2014  | Олег Мусій           | Олег Степанович Мусий           |
| и. о. | 1 октября — 2 декабря 2014        |                      | Василий Васильевич Лазоришинец  |
| 18    | 2 декабря 2014 — 14 апреля 2016   | Олександр Квіташвілі | Александр Мерабович Квиташвили  |
| и. о. | 14 — 27 апреля 2016               |                      | Александра Сергеевна Павленко   |
| и. о. | 27 апреля — 27 июля 2016          | Віктор Шафранський   | Виктор Викторович Шафранский    |
| и. о. | 1 августа 2016 — 29 августа 2019  | Супрун У. Н.         | Ульяна-Надежда Супрун           |
| 19    | 29 августа 2019 — 4 марта 2020    | Зоряна Скалецька     | Зоряна Степановна Скалецкая     |
| 20    | 4 марта 2020 — 30 марта 2020      | Илья Емец            | Илья Николаевич Емец            |
| 21    | 30 марта 2020 — 18 мая 2021       | Максим Степанов      | Максим Владимирович Степанов    |
| 22    | с 20 мая 2021                     |                      | Виктор Кириллович Ляшко         |